# Jevoncourt
Jevoncourt település Franciaországban, Meurthe-et-Moselle megyében. Lakosainak száma 101 fő (2022. január 1.). Jevoncourt Marainville-sur-Madon, Bralleville, Saint-Firmin és Xirocourt községekkel határos.

## Népesség
A település népességének változása:
| Lakosok száma | 76   | 67   | 59   | 66   | 88   | 96   | 99   | 99   | 101  | 101  |
|               | 1968 | 1982 | 1990 | 2006 | 2013 | 2015 | 2017 | 2019 | 2020 | 2022 |